# D-AMPS
D-AMPS (англ. Digital Advanced Mobile Phone System) - цифрова система стільникового зв'язку другого покоління (2G), відома також під абревіатурою IS-54. Цей стандарт набув найбільшого поширення в Північній Америці, переважно в США та Канаді.

## Історія
У позначенні стандарту IS-54 абревіатура означає Interim Standard. Стандарт було розроблено EIA (Electronic Industries Alliance - альянсом електронної промисловості) та TIA (Telecommunications Industry Association - асоціацією телекомунікаційної індустрії). Пізніше, після доопрацювання ANSI його було перейменованно на American National Standard. Позначення було змінено на ANSI/TIA/EIA-627. Проте і досі стандарт D-AMPS часто згадується під абревіатурою IS-54.
Історично склалося, що стільниковий зв'язок розвивався паралельно в трьох географічних областях: Європі (разом із Росією), Північній Америці і Азії (Японія, Корея та ін.) Ранні системи стільникового зв'язку були повністю аналоговими і належали до першого покоління (1G). Зокрема, одним з перших стандартів у США був AMPS (Advanced Mobile Phone System). Цей стандарт було розроблено Bell Labs у 1970-х роках, а першу комерційну мережу AMPS було запущено 1983 року. Успіх перших мереж стільникового зв'язку дав потужний поштовх для подальшого розвитку стандартів мобільного зв'язку.
Незабаром після запуску перших AMPS мереж попит на послуги мобільного зв'язку збільшився. Однією з найгостріших проблем мереж першого покоління була низька місткість мережі. Наприклад, мережа стільникового зв'язку в Нью-Йорку могла підтримувати одночасно лише 12 голосових з'єднань. У стандарті AMPS застосовувався частотний метод множинного доступу (FDMA - Frequency Division Multiple Access). Це означає, що для збільшення пропускної здатності потрібно використовувати більшу кількість приймачів-передавачів і встановлювати базові станції (BTS) ближче одну до одної. Крім обмежень пропускної здатності, AMPS мав і інші недоліки. Зокрема, системи безпеки були недосконалими: розмови, що передавалися в ефірі, не шифрувалися. Крім того не було передбачено якихось процедур аутентифікації доступу до мережу, що надавало можливість несанкціонованого використання послуг мережі. Зазначені проблеми було вирішено в D-AMPS (IS-54), який став першим Північноамериканським стандартом другого покоління. Також цей стандарт додав до систем стільникового зв'язку нові важливі послуги: SMS, передачу даних і роумінг.

## Особливості D-AMPS
Основною відмінністю D-AMPS від попереднього стандарту був спосіб доступу абонентів до мережі: разом з FDMA застосовувався TDMA (англ. Time Division Multiple Access - множинний доступ з часовим поділом). Це метод поділяє з'єднання за часом, розміщуючи частини кожного з'єднання одну за одною на одній частоті. Лише завдяки цій новації місткість мережі було збільшено втричі.
Стандарт D-AMPS передбачає аналого-цифрове перетворення (АЦП) голосового потоку, завдяки чому з'являється можливість застосовувати алгоритми забезпечення безпеки доступу, додаткові сервіси і, найголовніше — ефективніше використання виділеного діапазону частот. Новий стандарт задіяв ті ж частотні канали (по 30 кГц) у тому ж частотному діапазоні (824-849 і 869-894 МГц), що й AMPS.
У стандарті IS-54 передбачено удвічі більшу кількість службових каналів, ніж у стандарті AMPS, проте половина з них аналогічна набору каналів з попереднього аналогового стандарту, тобто застосовуються ті ж протоколи і схеми модуляції. Це дозволяє забезпечити «зворотну сумісність», яка закладалася як базова вимога до нової системи. Основний сенс полягає в тому, щоб до мінімуму скороти зміни в наявній AMPS-мережі і, таким чином, зменшити перерви в наданні послуг та знизити витрати на модернізацію.
Часовий метод множинного доступу (TDMA) було ухвалено асоціацією TIA 1992 року. TDMA поділяє кожен частотний FDMA-канал (30 кГц) на 3 TDMA-канали, кожний з яких здатен підтримувати одне голосове з'єднання. Пізніше, завдяки новому мовному кодеку, кожен з TDMA-каналів міг бути поділений ще на 2 підканали, кожен з яких може передавати голос із більшим ступенем стиснення. Таким чином, завдяки новому методу множинного доступу місткість мережі можна було збільшити в 3-6 разів.
У стандарті D-AMPS також застосовується інший спосіб модуляції — DQPSK (Differential Quaternary Phase Shift Keying), це різновид фазової модуляції (ФМ). Завдяки йому спектральну ефективність було збільшено до 1,62 біт/сек/Гц, що на 20% краще, ніж у GSM. Це дозволяє ефективніше використовувати частотний діапазон. Проте енергетична ефективність у D-AMPS нижча, ніж у GSM, що призводить до підвищених витрат електроенергії базовими станціями і прискореного розряду акумуляторів мобільних телефонів.
Для усунення надмірності голосового потоку в стандарті D-AMPS застосовується голосовий кодек під назвою VSELP (Vector Sum Excited Linear Prediction), який належить до сімейства мовних кодеків CELP (Code-Excited Linear Prediction - мовні кодеки з лінійним передбаченням). Після стиснення голосовий потік охоплює смугу 7,95 кбіт/сек (або 13 кбіт/сек) із якістю, що майже не поступається AMPS. Для кодека половинної швидкості (Half Rate) смуга становить 6,5 кбіт/сек із незначним погіршенням якості.
До D-AMPS увійшли нові алгоритми: аутентифікації — CAVE (Cellular Authentication, Voice Privacy and Encryption) і шифрування — CMEA (Cellular Message Encryption Algorithm). На відміну від AMPS у цьому стандарті застосовується інтерлівінг (англ. Interleaving) для подолання швидких завмирань.
Перша комерційна мережа стандарту D-AMPS з'явилася 1990 року і швидко набула широкого розповсюдження в Північноамериканських країнах. D-AMPS здобув поширення ще у 80 країнах світу, зокрема, у Росії. Першу мережу стандарту D-AMPS у Росії було побудовано 1997 року в Красноярському краї.
Попри значні переваги цього стандарту, D-AMPS має істотний недолік: змінити абонентський номер (оператора) не так легко, як у мережах стандарту GSM, де для цього досить лише змінити SIM-карту. Це призвело до поступового витіснення D-AMPS стандартом GSM.
Остаточна відмова від використання цього стандарту припадає на 2013 рік. У Росії останню мережу цього стандарту було відключено наприкінці 2012 року.
Проте, попри програш GSM, стандарт D-AMPS надав мережам стільникового зв'язку новий функціонал, виявив недоліки і вказав нові вектори розвитку для подальших стандартів, що було враховано в нових системах стільникового зв'язку.